# Ibrahim Niasse
Pour les articles homonymes, voir Niasse.
Ibrahim ibn El Hadji  Niasse, né le 8 novembre 1900 à Taïba Niassène (Sénégal) et mort le 26 juillet 1975 à Londres (Royaume-Uni), était un érudit sénégalais et un maître soufi renommé, ainsi qu'un chef spirituel au sein de la confrérie Tijaniyya.
Niasse fut le premier Africain de l’Ouest à accéder à la direction de la mosquée al-Azhar en Égypte, où il acquit le titre honorifique de « Cheikh al-Islam ». Sa proximité avec de nombreux leaders des mouvements de libération en Afrique de l’Ouest découle de son rôle crucial dans l’émancipation des États africains. Il entretenait une amitié étroite et prodiguait ses conseils au premier président du Ghana, Kwame Nkrumah, ainsi qu’à Gamal Abdel Nasser et au roi Fayçal d’Arabie saoudite. Ibrahima Niasse occupa également le poste de vice-président de la Ligue islamique mondiale, sous la présidence de Fayçal.

## Biographie
Né en 1900 dans le village de Taïba Niassène, situé entre la ville sénégalaise de Kaolack et la frontière gambienne, Ibrahim Niasse est le fils d’Abdoulaye Niasse (1840-1922), éminent représentant de l’ordre soufi Tijānī, également connu sous le nom de Tareeqat al-Tijjaniyyaa, dans la région du Saloum au début du XXe siècle. Durant sa jeunesse, Ibrahim déménage avec son père à Kaolack, où ils fondent la zāwiya de Lewna Ñaseen, un centre religieux d'importance. 
À la mort de son père en 1922, son frère aîné Mouhammad (Khalifa) assume la direction de la communauté des "Niassènes", tandis qu'Ibrahim enseigne dans les écoles coraniques de son père à Taïba, Kossi et Kaolack. Sa profonde érudition et sa dévotion attirent rapidement de nombreux disciples. Dès 1930, il se déclare l'héritier spirituel d'Ahmed Tijani et rallie massivement les disciples de son père ainsi que de nombreux cheikhs maures à sa cause, les initiant à la Tarbiyya (initiation mystique) visant à atteindre la gnose, marquant ainsi la spécificité de sa branche de la Tijaniyya. Son premier ouvrage, Rûh al adab, rédigé à l'âge de 21 ans, ainsi qu'un traité soufi et tidjanien intitulé Kâshif al ilbas en 1930, témoignent de ses connaissances ésotériques acquises précocement.
Cependant, sa renommée demeure limitée jusqu'en 1937, année où il effectue son premier pèlerinage à La Mecque et rencontre l'émir de Kano, Abdullahi Bayero, qui renouvelle son affiliation à la Tijaniyya auprès de lui et l'invite à Kano. Il gagne alors l'adhésion de la majorité des oulémas de la Tijaniyya, qui deviennent les promoteurs de son mouvement dans toute l’Afrique de l’Ouest après la Seconde Guerre mondiale. À la mort de l’émir Abdoulahi Bayero en 1953, son fils Mouhamed Sanuss lui succède et renforce les liens avec Ibrahim Niasse.
À la fin des années 1960, grâce à ses soutiens politiques, à l'engagement de ses disciples au nord du Nigeria, à ses activités éducatives et à son zèle missionnaire, Ibrahim Niasse dirige une communauté transnationale de plusieurs millions de membres, présents notamment au nord du Nigeria où son influence est la plus forte, mais aussi au Ghana, au Niger, au Togo, au Liberia, au Sierra Leone, au Tchad, au Cameroun, en Gambie, en Mauritanie et dans la région du Sine Saloum. Actuellement, ce mouvement s'étend également aux États-Unis, en Asie et dans les pays du Golfe.

## Œuvres et distinctions
Cheikh Ibrahim Niasse a vivement promu l'instruction des femmes, encourageant ses filles à fréquenter les mêmes écoles religieuses que les hommes, où elles ont mémorisé le Coran. Il a soutenu que dans le domaine du savoir, les femmes devraient être en mesure de rivaliser avec les hommes.
En 1960, il accède à la fonction de membre au sein du Conseil supérieur de l'Organisation du Bien-être islamique au Caire, et est également nommé membre de l'Académie de Recherches de l'Université d'Al-Azhar, ainsi que de la communauté des érudits en islamologie et du Conseil islamique supérieur de l'Algérie. Sa reconnaissance internationale s'affirme davantage en 1962, lorsqu'il est élu vice-président du Congrès mondial islamique à Karachi, et devient membre de la Conférence générale de l'Académie de recherches islamiques au Caire.
En 1966, il participe à une conférence à Accra portant sur le thème "Le monde sans bombe atomique". Trois ans plus tard, en 1969, il joue un rôle actif dans l'assemblée constituante de l'Association des Universités Islamiques à Fès, où il intègre le comité exécutif. Son influence grandissante se voit consacrée en 1971, lorsque l'Université Al-Azhar lui octroie le titre de "Cheikh Al Islam" (Guide de l'Islam). Il marque également l'histoire en devenant le premier noir africain à diriger la prière à la mosquée Al-Azhar.
En tant que diplomate sénégalais, Baye Niasse entretient des rencontres significatives avec des personnalités politiques de renom telles que Gamal Abdel Nasser, président de l'Égypte, le panafricaniste Kwame Nkrumah, avec qui il tisse des liens étroits, ou encore Zhou Enlai. Son engagement en faveur de la cause africaine trouve écho sur les scènes internationales les plus prestigieuses. Sa notoriété, forgée sur ses vastes connaissances en matière religieuse, historique, culturelle, scientifique et philosophique, se révèle à travers ses voyages dans divers pays tels que le Nigéria, l'Arabie Saoudite, la Chine, le Ghana, le Maroc, l'Égypte, la France, l'Angleterre, la Belgique, l'Indonésie, le Pakistan, entre autres.
Ibrahima Niasse s'éteint au St Thomas' Hospital de Londres le samedi 26 juillet 1975, à l'âge de 75 ans.

## Généalogie
Dans l'introduction de son éloge panégyrique sur Mahomet, imprimé pour la première fois à Ibadan au Nigeria, Baye Niass décrit sa lignée :
1. fils de Abdallah
2. fils de Seyyidi Muhammad
3. fils de Mademba
4. fils de Bakary
5. fils de Muhammad Al Amin
6. fils de Demba
7. fils de Rida
8. fils de Chamsou Dine Missina
9. fils de Ahmad
10. fils de Abiboullah
11. fils de Baba
12. fils de Ibrahima
13. fils de As-Siddiq
14. fils de Ibn Naafiah
15. fils de Qays
16. fils de 'Aqil
17. fils de Amr.

## Œuvre littéraire
- Rouhoul Adab, écrit à l'âge de 21 ans
- Noujoumoul Houda, panégyrique sur Mahomet.
- Tanbihoul Azkiyya, panégyrique sur Ahmed Tijane.
- Rafhoul Malam, invitation à prier avec les mains sur la poitrine.
- Dawawina Sitta, recueil de six diwans sur l'éloge à Mahomet, de Ahmed Tijan, de ses muqaddams, conseils et énigmes soufis destinés aux disciples.
- Djamihoul Djawamihou , recueil de poèmes pareils au précédent sur l'éloge à Mahomet, de Ahmed Tijane, conseils et énigmes soufis destinés aux disciples.
- Rihlatoul Konakri, poème sur son voyage à travers la sous-région : Guinée, Sierra Leone, Liberia, Ghana, Nigeria pour propager l'islam tidjane.
- Djawahirou assa'il, missives, réponses à des correspondances, explications de certains versets, hadiths et paroles soufies, litanies.
- Sirou Akbar (« le plus grand secret ») un des livres les plus ésotériques de Baye Niass.
- Seyroul Qalb, dernier poème écrit par Baye Niass.
- Kâchiful Albâs 'An Faydatil Khatmi Abil Abbas, ouvrage résumant la doctrine de la Tijaniya et la philosophie soufie dans son ensemble.
- L'Afrique aux Africains